# مارکار نرسسیان
مارکار نرسسیان ( زاده ۱۳۳۶ در تهران) بازیکن فوتبال بازنشسته در پست ارمنی‌تبار اهل ایران است که در جام تخت جمشید بازی کرد.

## زندگی‌نامه
وی متولد سال ۱۳۳۶ خورشیدی (۱۹۵۷ میلادی) در تهران می‌باشد. بازی فوتبال را در باشگاه ورزشی سیپان شروع کرده، پس از مدتی به عضویت تیم فوتبال آنی درآمده است. از سن ۱۷ سالگی به باشگاه فرهنگی-ورزشی آرارات منتقل شده‌است. با آرارات تهراندر مسابقات جام تخت جمشید شرکت نموده و بازی‌های خوبی که انجام داده به تیم ملی جوانان دعوت شده‌است. سپس به تیم ملی امید پیوسته، با این تیم به شوروی سفر کرده و در مسابقات مقدماتی المپیک شرکت نموده‌است. در سال ۱۳۶۲ با تیم ملی ایران برای انجام مسابقات به لبنان سفر کرده‌است.

## باشگاهی
از باشگاه‌هایی که در توپ زده‌است می‌توان آرارات تهران را اشاره کرد.